# Liste der deutschen Postminister
Postminister waren Bundes- bzw. Reichsminister, die sich mit den Belangen der Bundes- bzw. Reichspost befassten. 
Das Amt des Postministers ging aus dem Amt des Generalpostmeisters des Königreiches Preußen hervor, der ab 1867 in Personalunion auch Generalpostdirektor des Norddeutschen Bundes war. Er war jedoch kein Minister im eigentlichen Sinne, da nur der Bundeskanzler ministerielle Verantwortung trug. 
Die Amtsinhaber ab 1803 werden nur der Vollständigkeit halber zu Beginn erwähnt.

## Generalpostmeister des Königreiches Preußen (1803–1875) und Generalpostdirektoren des Norddeutschen Bundes (1867–1875)
| Name                                | Amtszeit (Beginn) | Amtszeit (Ende) |
| ----------------------------------- | ----------------- | --------------- |
| Johann Friedrich von Seegebarth     | 1803              | 1821            |
| Karl Ferdinand Friedrich von Nagler | 1821              | 1836            |
| Gottlieb Heinrich Schmückert        | 1836              | 1862            |
| Karl Ludwig Richard von Philipsborn | 1862              | 1870            |
| Heinrich von Stephan                | 1870              | 1875            |

## Staatssekretäre des Reichspostamtes des Deutschen Kaiserreiches (1876–1919)

Reichspostflagge von 1892 bis 1918

siehe auch: Reichspostamt
| Name                  | Amtszeit (Beginn) | Amtszeit (Ende)  |
| --------------------- | ----------------- | ---------------- |
| Heinrich von Stephan  | 1. Januar 1876    | 8. April 1897    |
| Victor von Podbielski | 1. Juli 1897      | 6. Mai 1901      |
| Reinhold Kraetke      | 6. Mai 1901       | 5. August 1917   |
| Otto Rüdlin           | 8. August 1917    | 13. Februar 1919 |

## Reichspostminister der Weimarer Republik (1919–1933)

Reichspostflagge von 1921 bis 1933

siehe auch: Reichspostministerium
| Name                            | Amtszeit (Beginn) | Amtszeit (Ende)   | Partei    |
| ------------------------------- | ----------------- | ----------------- | --------- |
| Johannes Giesberts              | 13. Februar 1919  | 14. November 1922 | Zentrum   |
| Karl Stingl                     | 22. November 1922 | 12. August 1923   | BVP       |
| Anton Höfle                     | 13. August 1923   | 15. Dezember 1924 | Zentrum   |
| Karl Stingl                     | 15. Januar 1925   | 17. Dezember 1926 | BVP       |
| Georg Schätzel                  | 28. Januar 1927   | 30. Mai 1932      | BVP       |
| Paul Freiherr von Eltz-Rübenach | 1. Juni 1932      | 30. Januar 1933   | parteilos |

## Reichspostminister im Nationalsozialismus (1933–1945)

Reichspostflagge von 1933 bis 1935

| Name                            | Amtszeit (Beginn) | Amtszeit (Ende) | Partei    |
| ------------------------------- | ----------------- | --------------- | --------- |
| Paul Freiherr von Eltz-Rübenach | 30. Januar 1933   | 2. Februar 1937 | parteilos |
| Wilhelm Ohnesorge               | 2. Februar 1937   | 30. April 1945  | NSDAP     |
| Julius Dorpmüller               | 5. Mai 1945       | 23. Mai 1945    | NSDAP     |

## Bundespostminister der Bundesrepublik Deutschland (1949–1997)

Dienstflagge der Bundespost

siehe auch: Bundesministerium für Post und Telekommunikation

### Ressortbezeichnung
- Bundesministerium für Angelegenheiten des Fernmeldewesens (20. September 1949 bis 31. März 1950)
- Bundesministerium für das Post- und Fernmeldewesen (1. April 1950 bis 30. Juni 1989)
- Bundesministerium für Post und Telekommunikation (1. Juli 1989 bis 31. Dezember 1997)

| Name                        | Amtszeit (Beginn)  | Amtszeit (Ende)   | Partei                             |
| --------------------------- | ------------------ | ----------------- | ---------------------------------- |
| Hans Schuberth              | 20. September 1949 | 8. Dezember 1953  | CSU                                |
| Siegfried Balke             | 9. Dezember 1953   | 16. Oktober 1956  | parteilos; ab 16. Januar 1954: CSU |
| Ernst Lemmer                | 14. November 1956  | 29. Oktober 1957  | CDU                                |
| Richard Stücklen            | 29. Oktober 1957   | 1. Dezember 1966  | CSU                                |
| Werner Dollinger            | 1. Dezember 1966   | 22. Oktober 1969  | CSU                                |
| Georg Leber                 | 22. Oktober 1969   | 7. Juli 1972      | SPD                                |
| Lauritz Lauritzen           | 7. Juli 1972       | 15. Dezember 1972 | SPD                                |
| Horst Ehmke                 | 15. Dezember 1972  | 17. Mai 1974      | SPD                                |
| Kurt Gscheidle              | 17. Mai 1974       | 28. April 1982    | SPD                                |
| Hans Matthöfer              | 28. April 1982     | 4. Oktober 1982   | SPD                                |
| Christian Schwarz-Schilling | 4. Oktober 1982    | 17. Dezember 1992 | CDU                                |
| Wolfgang Bötsch             | 21. Januar 1993    | 31. Dezember 1997 | CSU                                |

## Minister für Post- und Fernmeldewesen der DDR (1949–1990)

Dienstflagge der Post der DDR

siehe auch: Ministerium für Post- und Fernmeldewesen der DDR
| Name                 | Amtszeit (Beginn) | Amtszeit (Ende)   | Partei |
| -------------------- | ----------------- | ----------------- | ------ |
| Friedrich Burmeister | 7. Oktober 1949   | 13. November 1963 | CDU    |
| Rudolph Schulze      | 14. November 1963 | 7. November 1989  | CDU    |
| Klaus Wolf           | 18. November 1989 | 12. April 1990    | CDU    |
| Emil Schnell         | 12. April 1990    | 20. August 1990   | SPD    |